# Rithem
Rithem ist ein wüst gefallener Ort zwischen Werl und Westönnen.
Er wurde 850 urkundlich als Ort der Salzgewinnung im Gebiet von Werl erwähnt.
Der Ort ist wie viele andere Orte im Mittelalter dem großen Wüstungsprozess zum Opfer gefallen. Es hat sich dabei wohl um einen schleichenden, langsamen Vorgang gehandelt. Dieser setzte um 1300 ein. Über die Gründe für das Verlassen des Ortes gibt es unterschiedliche Theorien. Einer mag die Anziehungskraft der befestigten Stadt Werl gewesen sein.